# Éric Castel
Éric Castel est une série de bande dessinée de football franco-belge créée par l'auteur Raymond Reding pour le nouvel hebdomadaire Super As en février 1979 avant de l'éditer en album par Fleurus en avril 1979.

## Descriptions

### Synopsis
Éric Castel est un footballeur français. Blessé à l'Inter Milan, il arrive au FC Barcelone pour se relancer. Il tombe amoureux du pays, du fameux stade du Camp Nou, et d'une petite crique où il aime prendre du recul sur les évènements et où il rencontre les Pablitos, une bande de gamins passionnés de football et du Barça… Il rejoint ensuite le Paris Saint-Germain pendant deux albums (les 8 et 9) avant de revenir au Barça. Il finira par rejoindre le club du Lille OSC à la fin du 15e et dernier album.

### Les personnages
- Éric Castel
- Diane Chapuis
- Pablito Varela
- Les Pablitos
- La famille Varela
- Stefan Stanovic

## Analyse
L'aventure tourne beaucoup autour du football, mais l'auteur travaille tous les côtés émotionnels et affectifs de son personnage. Il rencontrera ainsi une foule de personnages, plus sympathiques les uns que les autres, faisant valoir des valeurs exemplaires et en premier lieu l'amitié.
Longtemps parue chez Novedi, la série connaîtra Dupuis pour la sortie de son dernier album en 1992. La nouvelle maison d'édition belge rééditera à cette occasion la série, mais le succès n'a pas été rencontré : la réédition s'est achevée.

## Publications en français

### Revue
Le 13 février 1979, le nouvel hebdomadaire, Super As, (vingt-huit sur vingt-et-un centimètre de cinquante-deux pages) présente  la première aventure Éric et les Pablitos à suivre pendant neuf semaines. Sur la couverture verte du no 32 du 18 septembre 1979, le personnage apparaît en premier plan accompagné en vignette de Julie Wood de Jean Graton et Les Gentlemen de Ferdinando Tacconi et Alfredo Castelli. C'est dans ce numéro qu'est publié le seconde aventure Match retour ! à suivre jusqu'au no 39.
Coup dur ! est la dernière parution dans cet hebdomadaire, à partir du no 68 du 27 mai 1980 et pour huit numéros.

### Albums originaux
Chaque album est publié par deux différents éditeurs, dont l'un est belge et l'autre français, dans la même année et le même ISBN.
- 1 Éric et les Pablitos[3], EDI-3 Fleurus, 1979
Scénario et dessin : Raymond Reding - Couleurs : Françoise Hugues - (ISBN 2-215-00268-9)
- 2 Match retour !, EDI-3 Fleurus, 1979
Scénario et dessin : Raymond Reding - Couleurs : Françoise Hugues - (ISBN 2-215-00301-4)
- 3 Coup dur !, EDI-3 Fleurus, 1980
Scénario et dessin : Raymond Reding - Couleurs : Françoise Hugues - (ISBN 2-215-00360-X)
- 4 Droit au but !, Novedi Hachette, 1981
Scénario et dessin : Raymond Reding - Couleurs : Françoise Hugues - (ISBN 2-01-008153-6)
- 5 L'Homme de la tribune F, Novedi Hachette, 1981
Scénario et dessin : Raymond Reding - Couleurs : Françoise Hugues - (ISBN 2-01-008159-5)
- 6 Le Secret de Pablito, Novedi Hachette, 1982
Scénario et dessin : Raymond Reding - Couleurs : Françoise Hugues - (ISBN 2-01-008917-0)
- 7 La Nuit de Tibidabo, Novedi Hachette, 1983
Scénario et dessin : Raymond Reding - Couleurs : Françoise Hugues - (ISBN 2-01-009643-6)
- 8 La Grande Décision, Novedi Hachette, 1984
Scénario et dessin : Raymond Reding - Couleurs : Françoise Hugues - (ISBN 2-8039-0000-9)
- 9 Les Cinq Premières Minutes, Novedi Hachette, 1984
Scénario et dessin : Raymond Reding - Couleurs : Françoise Hugues - (ISBN 2-8039-0017-3)
- 10 Pari gagné, Novedi Hachette, 1985
Scénario et dessin : Raymond Reding - Couleurs : Françoise Hugues - (ISBN 2-8039-0029-7)
- 11 Le Plan de l'Argentin, Novedi Hachette, 1986
Scénario et dessin : Raymond Reding - Couleurs : Françoise Hugues - (ISBN 2-8039-0032-7)
- 12 La Maison du cormoran, Novedi Hachette, 1987
Scénario et dessin : Raymond Reding - Couleurs : Françoise Hugues - (ISBN 2-8039-0052-1)
- 13 Du côté de l'Alfa, Novedi Hachette, 1989
Scénario et dessin : Raymond Reding - Couleurs : Françoise Hugues - (ISBN 2-8039-0058-0)
- 14 Cinquième but pour Lille !, Novedi Hachette, 1990
Scénario et dessin : Raymond Reding - Couleurs : Françoise Hugues - (ISBN 2-8039-0065-3)
- 15 Le Message du Maltais, Dupuis, 1992
Scénario et dessin : Raymond Reding - Couleurs : Françoise Hugues - (ISBN 2-8001-1939-X)16

Hors sérieÉric Castel raconte
- Allez les Diables Rouges !, Novedi Hachette, 1982
Scénario et dessin : Raymond Reding - Couleurs : Françoise Hugues - (ISBN 2-8001-1939-X)

## Annexe